# Mitsubishi Minica
Mitsubishi Minica (яп. 三菱・ミニカ) — компактный автомобиль (кей-кар), выпускавшийся компанией Mitsubishi Motors для японского внутреннего рынка, с октября 1962 по май 2011 года. Это был первый автомобиль, построенный на Shin Mitsubishi Heavy-Industries, одной из трёх региональных компаний Mitsubishi Heavy Industries, пока они не были объединены в 1964 году. Так же Minica является старейшим пассажирским автомобилем Mitsubishi находившимся в производстве до наших дней, и единственным, старше самой компании. В Японии автомобиль продавался через сеть под названием Galant Shop. В 2011 году, на смену автомобилю пришёл Mitsubishi eK.

## Первое поколение

### Mitsubishi 360
Предшественником Minica был Mitsubishi 360, серия лёгких грузовиков, появившаяся в апреле 1961 года. Разработанный как малый кей-кар, автомобиль оснащался двигателем воздушного охлаждения объёмом 359 куб.см, мощностью 17 л.с. (13 кВт), обеспечивавшим максимальную скорость до 80 км/ч с полностью синхронизированной коробкой передач с четырьмя скоростями. После успешного запуска в 1962 году версии легковых автомобилей, названной Minica, выпуск фургонов и пикапов 360 продолжался наряду с Minica, но уже отдельно. Mitsubishi 360/Minica в конце 1960-х годов конкурировали с Subaru 360, Daihatsu Fellow Max и Suzuki Fronte. Неожиданный успех 360/Minica заставили Mitsubishi закончить производство трёхколёсных транспортных средств.
Пикап Mitsubishi 360
Изначально, автомобиль был доступен как фургон или лёгкий фургон (в действительности, это универсал, но он был зарегистрирован в качестве коммерческого транспортного средства), с версией пикап, появившейся в октябре, Mitsubishi 360 имел довольно причудливый стиль. Заднепетельные двери, выштамповка на капоте, шины с боковой белой полосой и кружевные занавески (стандартная версия Light Van DeLuxe, появившаяся в апреле 1962 года) дополняли картину. 360 и Minica в ноябре 1964 года был дан тщательный фейслифтинг, с совершенно новой передней прессованной металлической хромированной решёткой. Более современный вид сопровождался появлением нового, несколько более мощного двигателя ME24, обеспечивающего максимальную скорость до 85 км/ч.
Грузоподъёмность двух- и четырёхместных лёгких фургонов (LT20 и LT21-4) составляла по 200 кг.
Седан Mitsubishi Minica
В августе 1966 года, Mitsubishi Minicab кабинный пикап был запущен в дополнение к лёгкому грузовику Mitsubishi 360. Оснащённый, аналогично автомобилю Minica, двухтактным двигателем объёмом 359 см³ с воздушным охлаждением, он имеет грузовые борта с трёх сторон для упрощения погрузки и разгрузки. В декабре, 360 получил более простую решётку радиатора. В мае 1967 года, 360 и Minica получили новый, 21-сильный двигатель ME24D, разгонявшим автомобиль до 90 км/ч. В сентябре 1968 года появилась версия лёгкого фургона Super Deluxe, оснащённая новой пластиковой решёткой и более современным интерьером. В это же время, пикап потерял название модели «360» и отныне продавался как «Minica Pick» (ミニカピック). С 1969 года, новый фургон Minica Van вытеснил LT23 и он не был больше не производится, хотя пикап LT25 продолжал строиться до 1971 года. Эти поздние модели двигатель ME24E с воздушным охлаждением мощностью 26 л.с. (19 кВт), разгонявший автомобиль до максимальной скорости в 90 км/ч. Они также имеют ту же затемнённую пластиковую решётку, что и установленную на Super Deluxe в конце первого поколения Minica.

### Седан Minica
Первая Minica (LA20) была впервые представлена в октябре 1962 года как двухдверный седан на базе лёгкого грузовика Mitsubishi 360, с установленным спереди двигателем ME21 объёмом 359  см³ (двухцилиндровый, с воздушным охлаждением). Автомобиль имел привод на задние колёса, поперечные рессоры спереди и мост на рессорах сзади. Максимальная скорость составляла 86 км/ч. С хвостовыми плавниками и задним стеклом, Minica выглядела более анахроничной, чем версии фургона или пикапа. В ноябре 1964 года, Minica (и 360) получили фейслифтинг и двигатель ME24 (модель LA21). Мощность двигателя выросла, и составила 18 л.с. (13 кВт), а новая система «Auto Mix» устранила необходимость предварительного смешивания масла и бензина.
В декабре 1966 года, наряду с изменением решётки радиатора, появился базовый седан "Standard" Minica, в то время как обычная версия стала "Deluxe". Стоимость автомобилей составляла ¥340 000 и ¥368 000 соответственно.
В мае 1967 года, Minica была немного обновлена, с модифицированной приборной панелью, расположившейся от центра до рулевого колеса. Двигатель также был обновлён, с новым лепестковым клапаном двигатель ME24D выдавал мощность в 21 л.с. В сентябре следующего года, был добавлен класс Super Deluxe, использовавший 23-сильный (17 кВт) мотор 2G10 с водяным охлаждением, разработанный для следующего поколения Minica. В этой версии (LA23) также применён полностью виниловый салон с ново пластиковой решёткой (как на фургоне Mitsubishi 360 на фото выше). В июле 1969 года появилось второе поколение Minica, выпуск LA серии был прекращён.

## Второе поколение
Второе поколения Mitsubishi Minica
Второе поколение Minica 70 появилось в июле 1969 года с пружинной подвеской спереди и сзади, жёсткой задней осью, и в кузове трёхдверного седана в новом стиле «Wing-Flow Line». Новый дизайн был гораздо более привлекательным для молодых покупателей, чем устаревший и банальный вид ранних Minica, задний люк появился впервые на автомобиле такого класса. Два двигателя 2G10 объёмом 359 куб.см, двухтактные с водяным охлаждением были опционально доступны (A101): двигатель Red мощностью 28 л.с. (21 кВт) для версий Super Deluxe, Sporty Deluxe или двигатель Gold со сдвоенным карбюратором SU, выдававший 38 л.с. (28 кВт). Двигатель Gold, появился в декабре 1969 года, устанавливался в это время в стандарте на спортивные модели SS и GSS. В основе версий Standard и Deluxe (A100) до сих пор оставался старый 26-сильный (19 кВт) двигатель ME24E воздушного охлаждения, двигатель Yellow, развивавший максимальную скорость 105 км/ч. В декабре 1969 года появилась также более оснащённая версия, названная Hi-Deluxe.
Автомобиль в кузове двухдверного универсала появился в декабре 1969 года, и должен был оставаться в производстве до его окончательной заменой автомобилем Minica Econo в 1981 году. В октябре 1970 года удалось увеличить мощность двигателя ME24F Yellow на 4 л.с., полная мощность составила 30 л.с. (22 кВт) (фургоны не получили этих двигателей) в то время как мощность двигателей Red выросла до 34 л.с. (25 кВт). Версия GSS получила интегрированные противотуманные фары и четыре круглые фары, в то время как производство SS было прекращено. Люксовая версия GL появилась с 1971 год, она оснащалась ковшеобразными передними сиденьями с высокой спинкой.
В феврале 1971 года произошёл незначительный фейслифтинг, те не менее, автомобиль стал называться Minica 71. Добавлена более агрессивные, более широкие задние фонари и некоторые другие изменения в интерьере, стало доступно водяное охлаждение для двигателя 2G10 для версии Family Deluxe.
Minica Skipper (A101C) появилась в мае 1971 года как двухдверное купе с отдельно открывающимся задним стеклом, и выбором между 2G10 двигателями Red или Gold. Skipper был доступен в комплектациях S/L, L/L или GT. Это также означает, что седан GSS постепенно устаревал, интерес смещался к спортивным купе Minica. Своим стилем, Skipper напоминал миниатюрную версию хардтопа Mitsubishi Galant GTO. Для обеспечения сочетания кузова фастбэк и задней обзорностью, сзади было установлено вторичное небольшое заднее стекло, как у Maserati Khamsin и Honda CR-X. Под внешним заднем стеклом открывается доступа к багажнику, оснащённый складывающимися задними сиденьями.
С сентября 1971 года, с появлением Minica 72, перестали быть доступны седаны с двигателями Gold. Изменения были ограничены новыми решёткой с сотами, задними фонарями (включающие янтарные сигналы поворота) и новая панель приборов, аналогичная имевшейся в Skipper. Закончился выпуск версии Sporty Deluxe.
В октябре 1972 года второе поколение Minica претерпела последний фейслифтинг, давший начало Minica 73, ещё один год служившей в качестве недорогой альтернативы новому F4. Продаётся в версиях Standard или Deluxe, с обычным двигателем Red (2G10-5) мощностью 31 л.с., также устанавливавшийся на фургонах, твёрдо занявший место в «73» модельном ряде автомобиля Minica. В это время перестали быть доступны версии Minica с воздушным охлаждением. Год спустя, появился Van Custom, с четырьмя головными фарами и более богатым оснащением. В конце 1974 или начале 1975 года, фургон был обновлён. Их производство продолжалось с двухтактным двигателем 2G10-5, до момента их заменены большими двигателями на Minica 5 Van (A104V) в марте 1976 года.
Также в октябре 1972 года переименованный Skipper IV (A102) получил новый четырёхтактный двигатель 2G21 от Minica F4, мощностью 32-36 л.с. Новые модели F/L заменили S/L в линейке. Наряду с некоторыми мер по повышению безопасности в октябре 1973 года оба двигателя были заменены на 30-сильный (22 кВт) двигатель «Vulcan S», линейка Skipper IV ещё больше сузилась. Производство купе продолжалось до июля (или возможно до декабря) 1974 года.

### Minica Van
Minica Van построенный в 1969 году на базе Minica 70, достаточно долго оставался на конвейере, пока не был заменён автомобилем Minica Econo в 1981 году. Первый двигатель A100V воздушного охлаждение сменился на A101V жидкостного охлаждения в конце 1972 года. С воздушным охлаждением после 1972 года выпускался только двухтактный двигатель Red, который исчез с приходом модели Minica 5 Van (A104V) в марте 1976 года. Вскоре последовало появление более крупных «Minica 55 Van» (A105V), оснащённых новым двигателем 2G23 мощностью 29 л.с. (21 кВт) при 5500 об/мин. 55 Van был доступен в нескольких различных уровнях оснащения, от версии Standard до топовой Super Deluxe.

## Третье поколение

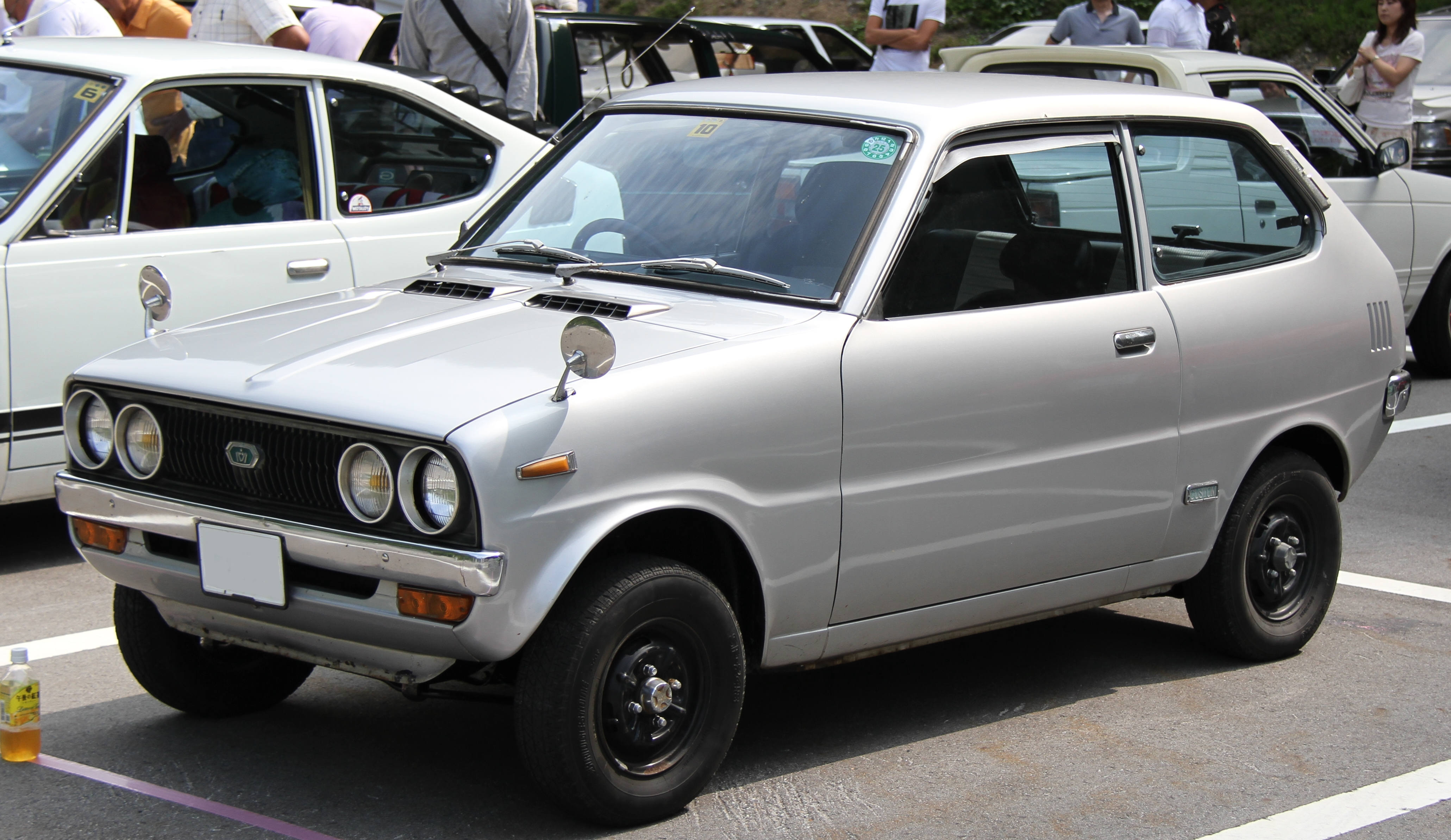
Mitsubishi Minica F4

Производство третьего поколения Minica началось с появлением модели Minica F4 (A103A) в октябре 1972 года, с двигателем 359 см³ OHC. Skipper продолжал производиться, и по состоянию на октябрь 1973 года имел новый двигатель (Minica Skipper IV). Новый четырёхтактный двигатель Vulcan 2G21 MCA (Mitsubishi Clean Air) имел более чистый выхлоп, однако, в целом, работал хуже его двухтактных предшественников. Двигатель с шестью одиночными карбюраторами выдавал 32 л.с. (24 кВт), в то время как версии со спаренными карбюраторами на моделях GS и GSL имели мощность 36 л.с. (26 кВт). Фургоны продолжали выпускаться в предыдущем поколении.
В конце 1973 года, перед уменьшением продаж Кей-каров, Mitsubishi сузили диапазон выпускаемых Minica F4 до четырёх комплектаций (Hi-Standard, Deluxe, GL и SL), с более дешёвыми версиями, получивших новую решётку радиатора. Выпуск спортивных версий закончился, по новым правилам, установка спаренных карбюраторов была прекращена. Модифицированный двигатель Vulcan S был оснащён балансировочным валом (позже названный «Silent Shaft»). Однако, мощность упала до 30 л.с. Максимальная скорость составила 115 км/ч. В декабре 1974 года, линейка снова изменилась, к GL и SL добавились Super Deluxe и Custom.
В мае 1976 года (в марте для Minica 5 Van), с изменением правил для кей-каров в январе (длина до 3,2 м, ширина до 1,4 м и объём двигателя до 550 куб.см) как седан и фургон получил новый 471 см³ двигатель, небольшое увеличение длины (полностью новые, более крупные бамперы), и новое название, Minica 5. Обе модели получили также небольшой фейслифтинг, с новой решёткой радиатора, в то время как комплектации остались прежними. В то время как выходная мощность нового Vulcan 2G22 не изменилась для седана (A104A), на фургоне (A104V) она составила 28 л.с. (21 кВт). Minica 5 стала переходной моделью, перед более доработанной Minica Ami 55.

## Четвёртое поколение

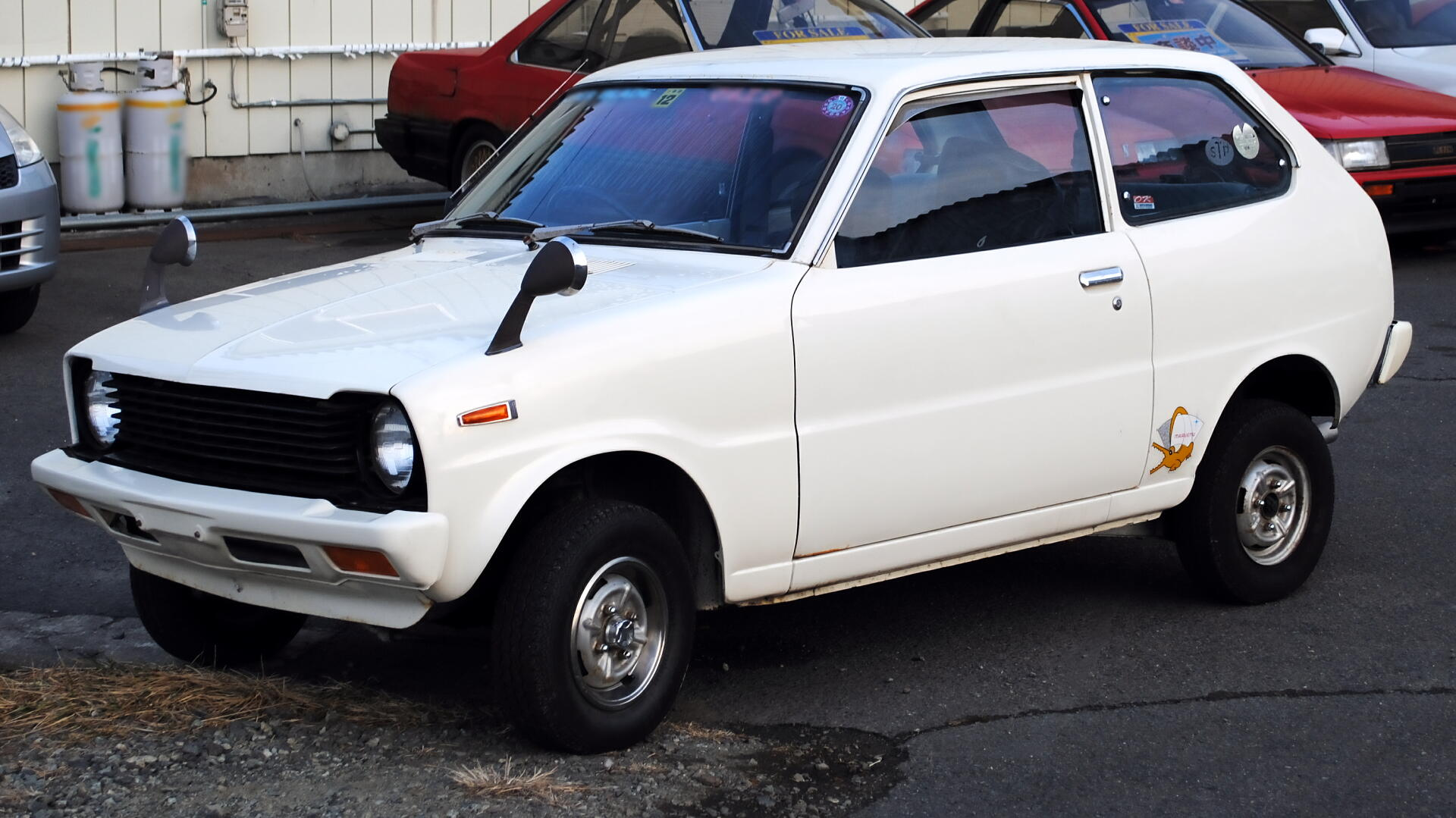
Mitsubishi Minica четвёртого поколения

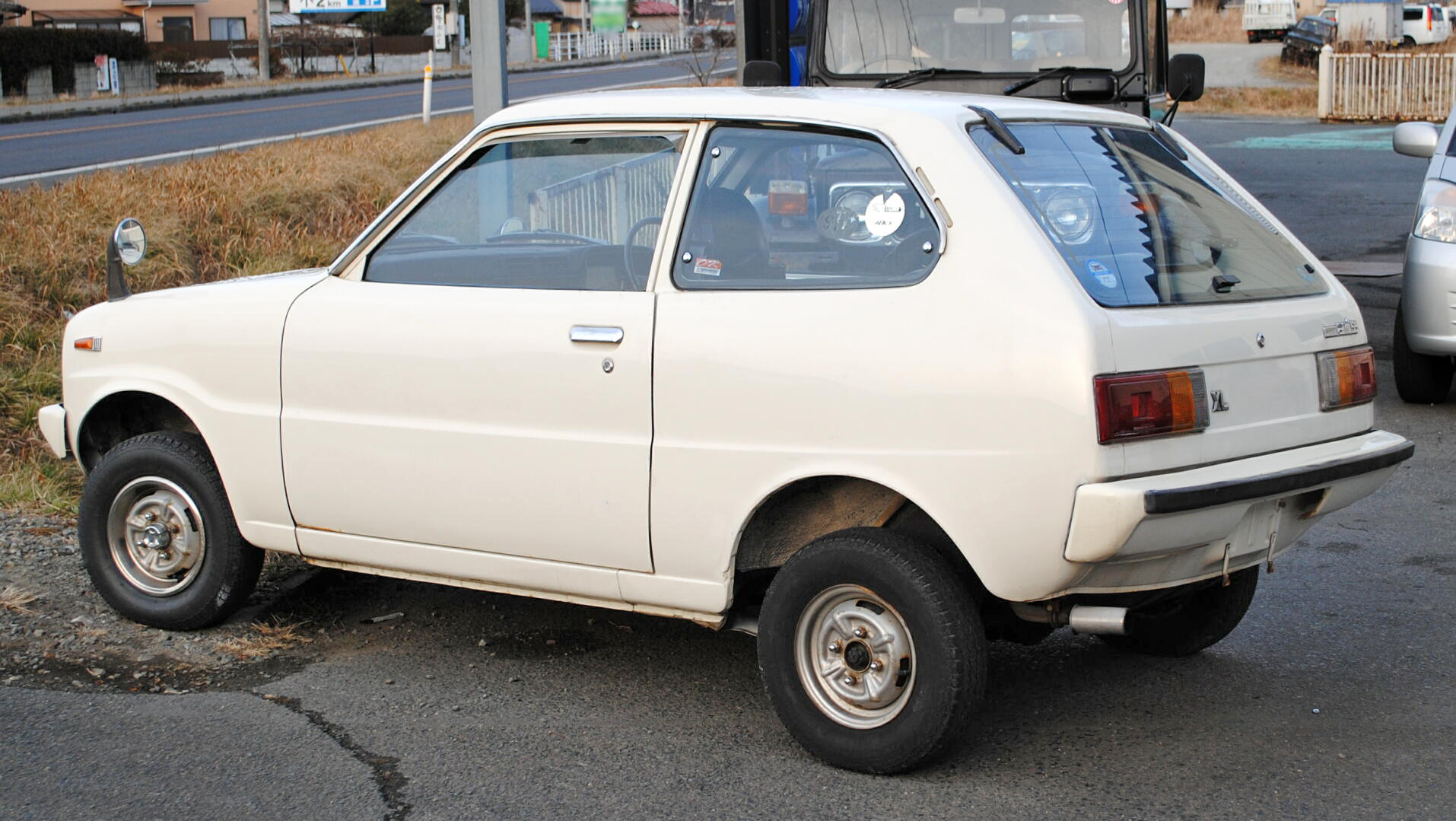
Mitsubishi Minica четвёртого поколения, вид сзади

В июне 1977 года автомобиль и двигатель выросли снова, создав Minica Ami 55. В то время как боковые панели кузова остались прежними, длина увеличилась (3175 мм) и весь автомобиль расширился на 10 мм. Доработанный 546 см³ Vulcan 2G23 выдавал 31 л.с. (23 kW) для модели A105A. Minica 55 Van (A105V) был обновлён в марте 1977 года. Больший двигатель выдавал больший крутящий момент, но спортивная Minica начала семидесятых осталась в истории.
Сентябрь 1978 года принёс ещё одно обновление двигателя: новый «Vulcan II» G23B был оснащён системой контроля эмиссии MCA-Jet, полусферической головкой, алюминиевыми коромыслами и тремя клапанами на цилиндр, но силовые показатели остались прежними. Модель получила код A106, с A106V, использовавшимся для фургонов, который продолжал выпускаться в кузове второго поколения.
В сентябре 1981 года автомобиль получил рестайлинг. Вся новая задняя часть означала небольшое увеличение колёсной базы (до 2050 мм). Несколько квадратный зад и заднее стекло выглядели немного нелогично в паре с оригинальными передними крыльями и дверями Minica F4. Новая Minica была переименована в Minica Ami L (A107A), но большим известием стало окончание производства Minica 55 Van, строившегося на базе 1969 A100V. Новый A107V Minica Econo («Econo» намекает на его использование в качестве частного автомобиля, а не в качестве коммерческого транспортного средства) выглядит очень похожим на Ami L, однако, он имеет задний люк и складывающиеся задние сиденья, что позволяет ему быть зарегистрированным в качестве лёгкого коммерческого транспортного средства, как и конкуренты Daihatsu Mira, Suzuki Alto и Subaru Rex. Грузоподъёмность, по сравнению Minica 55 Van, была снижена с 300 до 200 кг.
Двух-ступенчатая, полуавтоматическая коробка передач стала доступна на всех моделях, в то время как стандартная четырёхступенчатая механическая коробка получила меньшие передаточные числа для модели Econo. Мощность двигателя G23B осталась прежней, несмотря на то что Econo имел всего 29 л.с. (21 кВт) на старом двигателе 2G23. Максимальная скорость Ami была 110 км/ч. В декабре 1981 года появилась двухместная версия Econo. Годом позже, Minica продавалась с новым шильдиком «MMC», вместо старых «трёх бриллиантов». В марте 1983 года Minica Ami L Turbo стала первым кей-каром, доступным с турбокомпрессором, мощностью 39 л.с. (29 кВт). В январе 1984 года производство A107 Minica было окончено, с подготовкой Mitsubishi новых, переднеприводных автомобилей Minica.
5-8 поколения Mitsubishi Minica

## Пятое поколение
Пятое поколение Minica было представлено в феврале 1984 года как переднемоторный и переднеприводной автомобиль. Были доступны трёх- и пятидверные кузова, увеличенных габаритов и торсионная/пружинная задняя подвеска. Устанавливался двигатель G23B, с ремённым приводом ГРМ, вместо старого цепного. Седан Minica имел мощность 33 л.с. (24 кВт), Econo 31 л.с. (23 кВт) и Turbo получил интеркулер и мощность 42 л.с. (31 кВт). Опционально стал доступен кондиционер.
С сентября 1985 года стала доступна полноприводная модель с подключаемым задним мостом. Это поколение стало первым, вышедшим на экспортные рынки, где использовало название Mitsubishi Towny, оснащалось двухцилиндровым двигателем объёмом 783  см³ и 4-ступенчатой механической трансмиссией. Позже (в 1987) двигатель сменился на трёхцилиндровый (796 куб.см) мощностью 45 л.с. (33 кВт) с 5-ступенчатой коробкой (автомобиль также производился на Тайване компанией CMC Motors, только как 5-дверный); трёхдверный фургон также продавался за рубежом.

## Шестое поколение
В январе 1989 года было официально представлено шестое поколение Minica, хотя двигатель, колёсная база, и подвеска остались неизменными. В дополнение к трёх- и пятидверным моделям, стал доступен вариант с одной дверью на правом сидении, двумя пассажирскими дверьми, и задней дверью, названный Minica Lettuce. Усовершенствованный новый турбированный, с двумя верхними распредвалами, первый в мире серийный двигатель с пятью клапанами на цилиндр был введён для модели Dangan ZZ, мощностью 64 л.с. (47 кВт). Позднее он был доступен как атмосферный, объёмом 657 см³ с марта 1990 года, когда правила автомобилей кей-кар снова были обновлены. Высокая трёхдверная модель MPV с дополнительным приводом на четыре колеса, названная Minica Toppo, появилась в 1990 году.
Экспортные версии, под названием «Towny», оснащались 800 см³ двигателем мощностью 41 л.с. (30 кВт).

## Седьмое поколение
В сентябре 1993 года было представлено седьмое поколение, состоявшее из трёх- и пятидверных Minica и Minica Toppo, с длинной базой. Трёхцилиндровый (пять клапанов на цилиндр) двигатель был заменён четырёхцилиндровым объёмом 659 см³ двигателем; один атмосферный двигатель с одним верхним распредвалом и четырьмя клапанами на цилиндр, и один турбированный с двойным верхним распредвалом и пятью клапанами на цилиндр. Версия Toppo с двумя дверьми для пассажиров, похожая на «Lettuce», была доступна, наряду с ограниченной версией RV (самоходный дом на колёсах). В январе 1997 года, ретро-стилизованные версии Minica и Toppo были доступны как модель «Town Bee», и экспортируемая на Тайвань как «Towny».

## Восьмое поколение
Восьмое поколение Minica с увеличенным кузовом появилось в октябре 1998 года. Новые правила повлияли на трёхдверные и пятидверные седаны, у которых появилась торсионная балка задней подвески и дополнительный привод на четыре колеса, с единственным доступным двигателем 657 см³, имевшим трёхцилиндровый блок, по четыре клапана на цилиндр. Эта версия имела максимально большой кузов и рабочий объём двигателя, определённый в японских правилах для автомобилей, классифицируемых как кей-кары. Также появился пятидверный MPV, построенный на этой платформе, но с четырёхцилиндровым двигателем, имевшим двойной верхний распредвал, с турбонаддувом и пятью клапанами на цилиндр, известный как «Mitsubishi Toppo BJ». В январе 1999 года была выпущена модель Town Bee в стиле ретро, являвшаяся версией этого поколения Minica и «Mitsubishi Toppo BJ Wide». В октябре 1999 года, стал доступен 659 см³ четырёхцилиндровый двигатель (один верхний распредвал, турбированный, с четырьмя клапанами на цилиндр), а в декабре 1999 года ограниченным тиражом вышла серия из 50 автомобилей «Mitsubishi Pistachios» с двигателем 1094 см³ (двойной верхний распредвал, с четырьмя клапанами на цилиндр, прямой впрыск), доступная только для организаций, работающих в сфере защиты окружающей среды. В октябре 2001 года, версия пятидверного универсала Minica стала доступна как Mitsubishi EK Wagon, которая остаётся и теперь в качестве основного продукта компании Mitsubishi в классе «кей-кар».